# مسجد السيد
مسجد السيد هو مسجد تاريخي يعود إلى عصر القاجاريين، ويقع في أصفهان.

## معرض الصور

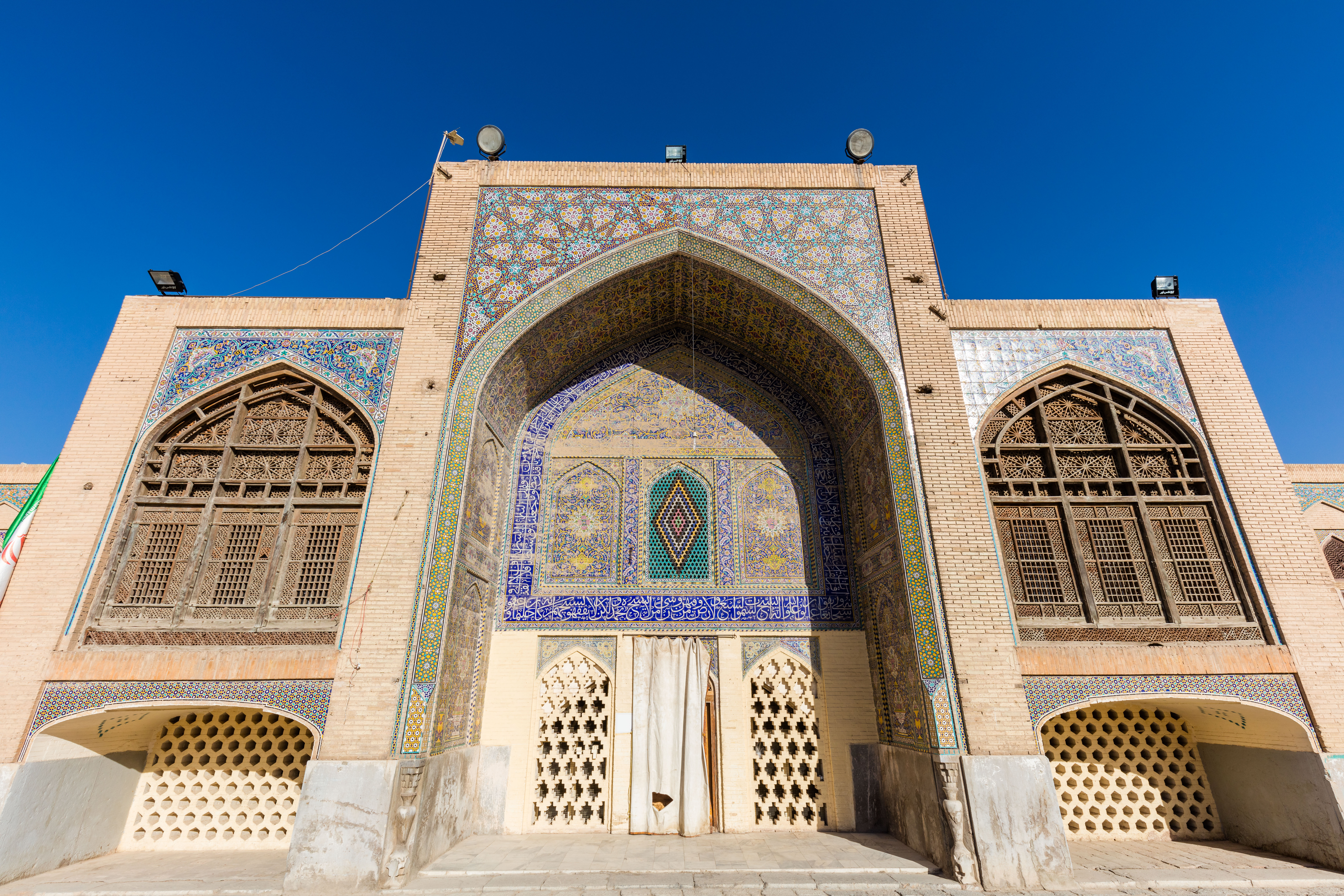
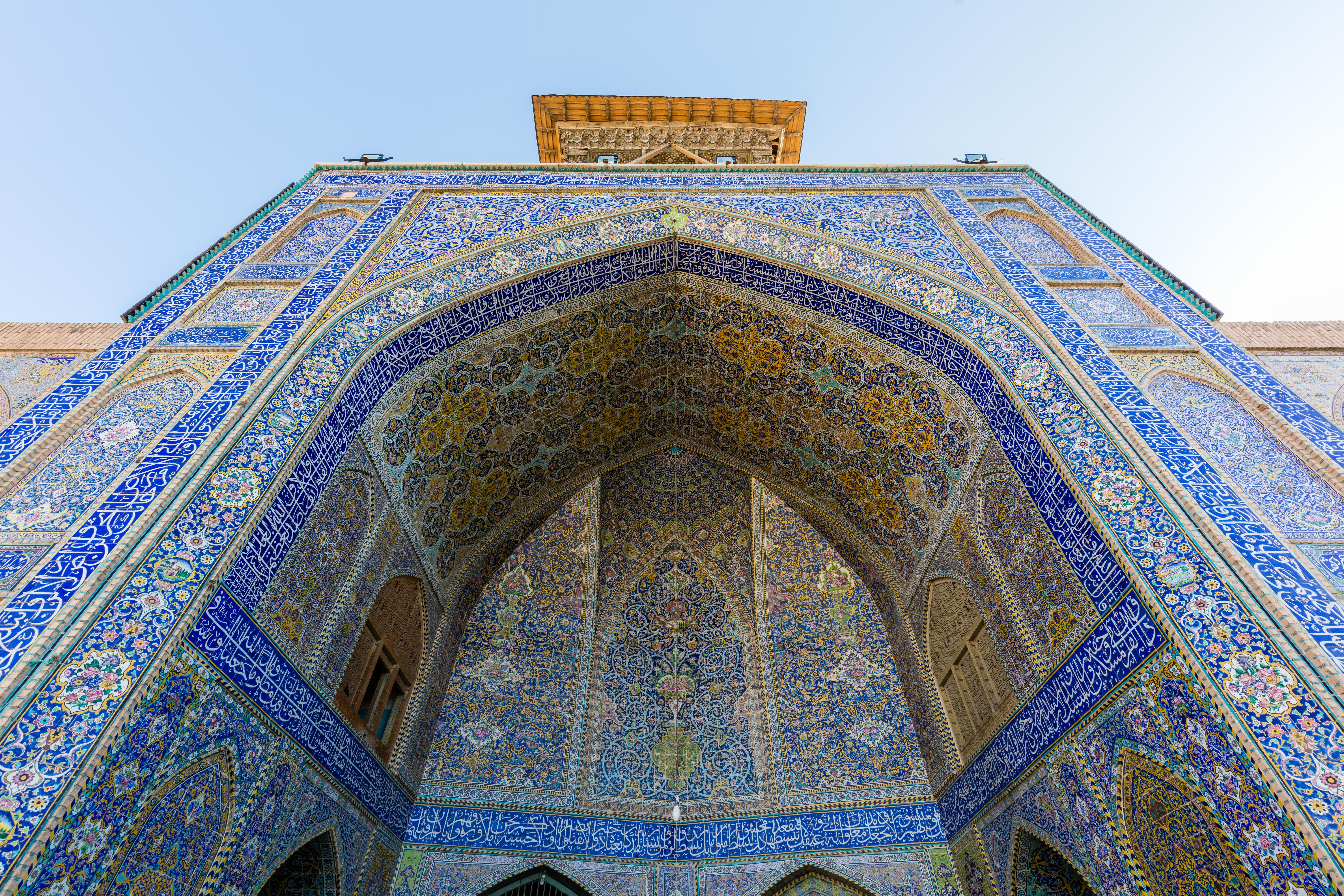
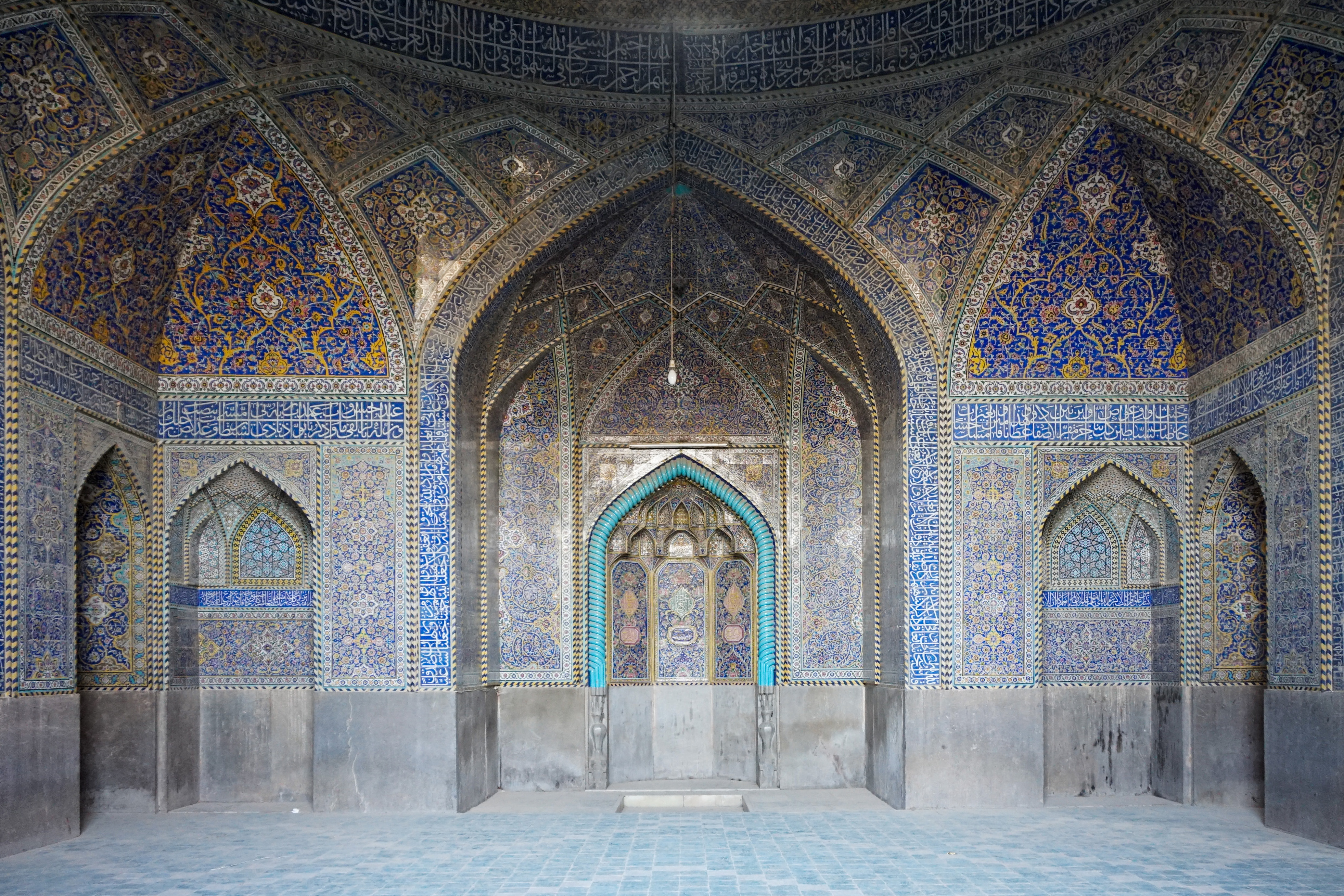
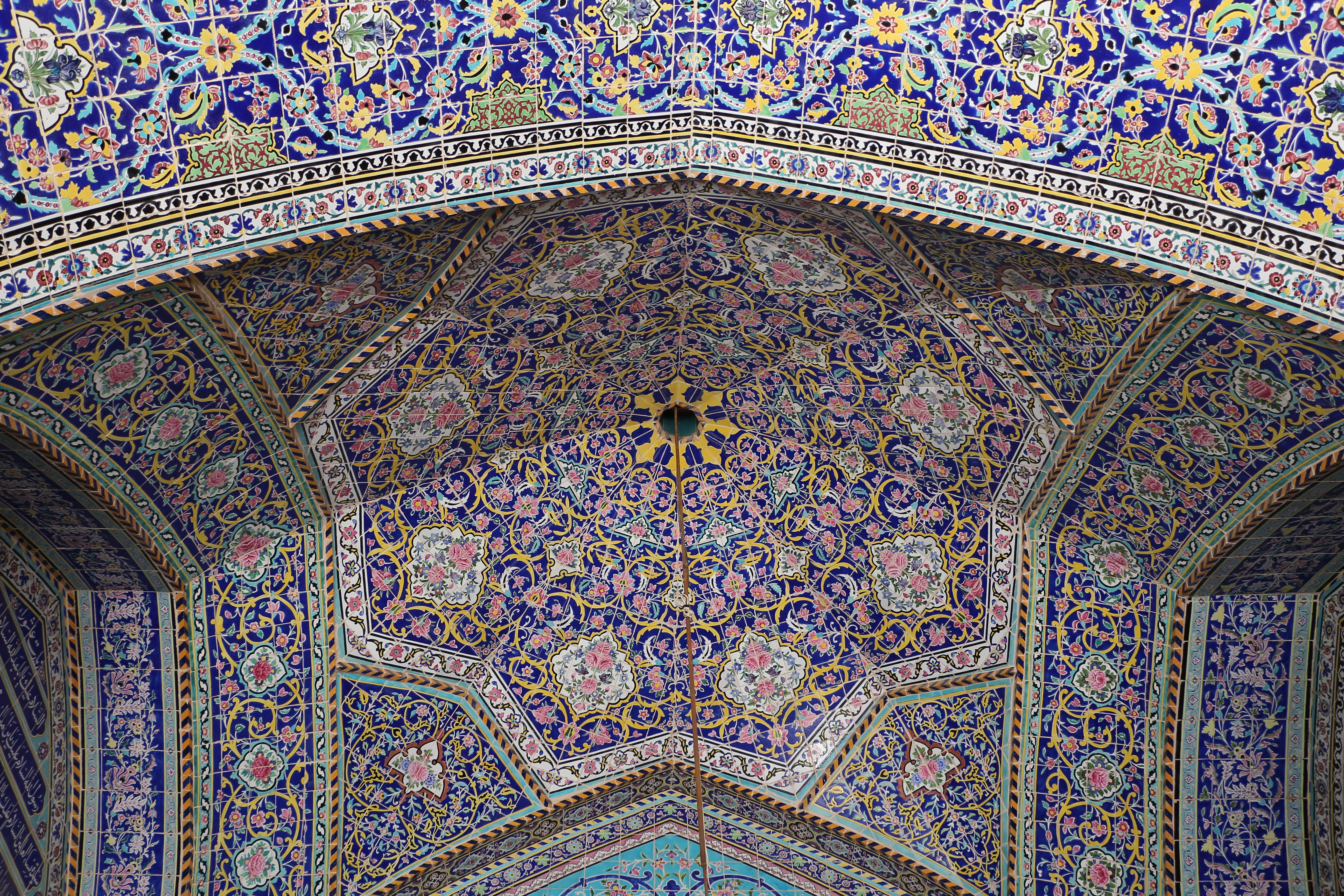